# Glypta insignis
Glypta insignis är en stekelart som beskrevs av Dasch 1988. Glypta insignis ingår i släktet Glypta och familjen brokparasitsteklar. Inga underarter finns listade i Catalogue of Life.